# Казахстан (Жаксынский район)
Казахстан (каз. Қазақстан) — село в Жаксынском районе Акмолинской области Казахстана. Входит в состав Ишимского сельского округа. Код КАТО — 115247300.

## Население
В 1999 году население села составляло 316 человек (168 мужчин и 148 женщин). По данным переписи 2009 года, в селе проживали 83 человека (43 мужчины и 40 женщин).По переписи 2021 года, в селе проживало 45 человек(20 мужчин и 25 женщин).